# بنجامین لی ورف
بنجامین لی وُرف (انگلیسی: Benjamin Lee Whorf؛ زاده ۲۴ آوریل ۱۸۹۷ - درگذشته ۲۶ ژوئیه ۱۹۴۱) زبان‌شناس برجسته آمریکایی است.